# Robin Kenyatta
Robin Kenyatta, geboren als Robert Prince Haynes (Moncks Corner, 6 maart 1942 - Lausanne, 26 oktober 2004), was een Amerikaanse jazzmuzikant (saxofoon, fluit).

## Biografie
Kenyatta groeide op in New York. Zijn muziek werd geïnspireerd door Charlie Parker, John Coltrane en Ben Webster, zijn intonatie is vergelijkbaar met die van Gato Barbieri. Vervolgens kwam hij in contact met de avant-garde-muzikanten Bill Dixon, Roswell Rudd en Alan Silva, speelde hij met het Jazz Composer's Orchestra, maar ook met de door bop beïnvloede Sonny Stitt. In 1969 ging hij voor het eerst naar Europa, omdat hij zich daar beter kon waarmaken dan in de Verenigde Staten, en vervolgens voor drie jaar naar Parijs. Sinds het midden van de jaren 1970 gaf hij les aan de École de Jazz Musique Actuelle in Lausanne, voordat hij daar de Hello Jazz Music School oprichtte.
In 1970 nam hij The Girl from Martinique op met Wolfgang Dauner, Arild Andersen en Fred Braceful, dat aanzienlijk verschilt van zijn kort daarna genomen commercieel veel succesvollere Amerikaanse platen; later werkte hij samen met grootheden als Dizzy Gillespie, B.B. King, Dr. John en George Benson, speelde hij op het Montreux Jazz Festival, maar toerde ook door Europa met zijn eigen bands. Sinds 2002 was Kenyatta terug in de Verenigde Staten, waar hij werkte aan het Bentley College in Waltham.
Kenyatta was in oktober 2004 voor een optreden naar Zwitserland gekomen, maar overleed daar eerder op 62-jarige leeftijd..
- Bibsys: 11046979
- Bibliothèque nationale de France: cb13956731t (data)
- Gemeinsame Normdatei: 134793773
- International Standard Name Identifier: 0000 0000 7252 4429
- Library of Congress Control Number: n91046305
- MusicBrainz: 1d78372c-6a9f-4efc-b872-0e0d5054d4d2
- Nationale Bibliotheek van Israël: 987007317033005171
- Nederlandse Thesaurus van Auteursnamen: 098547526
- Système universitaire de documentation: 082304912
- Virtual International Authority File: 100986699
- WorldCat: E39PBJgX9KxM3tqkJhv76bP84q